# Nodowa
Nodowa (喉輪), era la gorgiera giapponese, direttamente allacciata dal samurai sulla gola, sulla corazza, prima di calzare l'elmo kabuto. Era composta da un insieme di lamine e lamelle in metallo (fond. ferro) o cuoio interconnesse ad una base in cuoio o stoffa.
Le diverse tipologie di gorgiera si differenziavano in accordo alla complessità della foggia ed al sistema di chiusura:
- Nodowa vera e propria, da allacciarsi sul collo;
- Meguriwa, sorta di collare in metallo o pelle a forma di mezzaluna (più sottile alle estremità), da chiudersi sul collo per tramite di una cinghia;
- Eriwa, collare dotato di gancio di chiusura;
- Manjuwa direttamente agganciata alla base della maschera da guerra Mempo.